# ジョンストン・マッカレー
ジョンストン・マッカレー（Johnston McCulley、1883年2月2日 - 1958年11月23日）は、アメリカ合衆国イリノイ州オタワ生まれの小説家。「地下鉄サム」（Thub-Way Tham）シリーズと「怪傑ゾロ」シリーズの作家として知られる。マッカレイ/マッカリ/マッカーレイ/マッカレエなどの表記があり、別ペンネームに、ハリントン・ストロング（Harrington Strong）、ジョージ・ドレイン、レイリー・ブライアンなどがある。
高校卒業後、警察誌『ポリス・ガゼット』（Police Gazette）の記者や、第一次世界大戦での陸軍広報官（Army public affairs officer）を勤めた後、作家業に専念した。デビュー作品は、1908年の「失われた希望の土地」である。
1920年、「怪傑ゾロ」シリーズの第1作 「カピストラノの疫病神」（The Curse of Capistrano、後に The Mark of Zorro と改題）を発表。
1923年、長編「双生児の復讐」（The Avenging Twins、暗黒街の恐怖、ふたりのセルボン）を発表。

## 地下鉄サム
ジョンストンは1918年、ニューヨークの地下鉄を舞台に活躍する腕っこきのスリ、サムを主人公にした連作短編「地下鉄サム」シリーズをパルプ・マガジン『ディテクティヴ・ストーリー・マガジン（Detective Story Magazine）』』に発表。以後1960年まで、長短編合わせて183編を発表。
1922年には日本の雑誌『新青年』に紹介された。

## ゾロ
覆面の快男児ゾロを主人公にした長編は4編書かれている。第1作は1919年のパルプ・マガジン『オールストーリー・ウィークリー』（All-Story Weekly）』誌に掲載された「カピストラノの疫病神」。第2作から第4作までは『アーゴシー・マガジン』（Argosy Magazine）誌に掲載された。1922年に第2作が、1931年に第3作 Zorro Rides Again が、1941年に第4作 The Sign of Zorro が掲載された。
ゾロの外見（黒いマントとマスク、帽子）は、ジョンストンの小説よりも1920年にダグラス・フェアバンクス主演で製作され大ヒットした無声映画『奇傑ゾロ』によって定義された部分が多く、後のテレビシリーズにおいてはジョンストンが逆にそのスタイルを踏襲している。
ゾロのキャラクターは人気を呼び、1932年、1933年、1934年と『アーゴシー』（Argosy）誌にさらに3つの短編が書かれた。
1940年、タイロン・パワーとリンダ・ダーネル主演で映画『快傑ゾロ』が製作され、大ヒットする。これによってゾロはより広く知られたキャラクターとなり、マッカレーはゾロの新しい冒険を執筆することを決めた。ジョンストンは、『ウェスト・マガジン』（West Magazine）誌全号にゾロの新作短編を書き下ろす契約を結び、1944年7月号から1951年7月の同誌最終号まで53編が掲載された。その後さらに1編が、"Max Brand's Western Magazine" 1954年5月号に掲載された（これはおそらく『ウェスト・マガジン』が廃刊になったため未発表になっていたものと思われる）。
最期のゾロの物語は、『ショート・ストーリー・マガジン』（Short Story Magazine）1959年4月号に掲載された。これは ジョンストンの死後、ガイ・ウィリアムス（Guy Williams）主演のディズニーによる白黒のテレビシリーズ「快傑ゾロ」（1957年から1959年）がアメリカ全土で人気になった後のことである。
2005年、チリの有名な小説家イサベル・アジェンデ（Isabel Allende）は、マッカレーによる最初のゾロの前日譚となる小説を書いた。

## 他のキャラクター
ジョンストンの創造した多くのキャラクター（グリーン・ゴースト（The Green Ghost）、ザ・サンダーボルト（The Thunderbolt）、クリムゾン・クラウン（The Crimson Clown）など）もまたゾロと同じように、マッカレーの時代から現代に至るまで大衆文化におけるマスクド・ヒーローに対するインスピレーションを与え続けている。
彼の描いた多くのパルプ・ヒーローの中でおそらく2番目に人気が高いのは、「ブラック・スター（The Black Star）」だと思われる。独身の大富豪ロジャー・バーベック＝フラグラム（Roger Verbeck-Flagellum）と彼のパートナーである元凶悪犯マグス（Muggs）の犯罪者コンビである。
ブラック･スターの初出は『ディテクティヴ・ストーリー・マガジン』1916年3月5日号に掲載された「Rogue For a Day」である。このシリーズは、1930年の末まで続いた。
ブラック・スターは決して殺人を犯さず、女性を苦しめず、常に礼儀正しく、麻薬は取扱わないといった振る舞いから「犯罪紳士」と呼ばれた。
ブラック・スターの一味は、黒い星をエンボス（圧印）加工した黒いフード付きの外套を常に着用し、瞬間的に犠牲者の意識を失わせる「ヴェイパー・ボム」と「ヴェイパー・ガン」を使用した（このガジェットはグリーン・ホーネットのガス銃を先取りしたアイディアである）。
1927年にクリムゾン・クラウンものの第1作「赤い道化師（Crimson Clown）」を、また翌年に続編「Crimson Clown Again」を発表する。 
クリムゾン・クラウンの本名はデルトン・プロース（Delton Prouse）。若き独身の大富豪である。また第一次世界大戦の勇士でもあり、探検家であり冒険家でもある。彼は現代のロビン・フッドとして、不正な手段で蓄財する金持ちや組織から、誰も傷つけることなく金品を奪い返し、彼らの犠牲となった者たちに分け与える義賊である。
彼は、道化師を模した白いスーツを着用し、催涙ガス・ピストル（後に「ガスガン」と呼ばれるようになった）を使用する。

## 日本語訳された小説
- 「マッカリ集」（坂本義雄訳、博文館、『世界探偵小説全集22』に収載） 1929.7
- 「黒星」（和気律次郎訳、改造社、『世界大衆文学全集53』に収載） 1930
- 「双生児の復讐」（和気律次郎訳、春陽堂、『探偵小説全集15』に収載） 1930
- 『仮面の佳人』（The Masked Woman、藤澤透訳、論創社、論創海外ミステリ） 2015.6

### 地下鉄サム
- 「地下鉄サム」（横溝正史訳、平凡社、『世界探偵小説全集7』に収載） 1929
- 「地下鉄サム」（乾信一郎訳、東京創元社、『世界大ロマン全集06』に収載） 1956
- 『地下鉄サム』（乾信一郎訳、創元推理文庫） 1959.7

「サムの放送」
「サムと厄日」
「サムと指紋」
「サムと子供」
「サムとうるさがた」
「サムの紳士」
「サムと名声」
「サムと大スター」
「サムと贋札(にせさつ)」
「サムと南京豆(ピーナツ)」
- 『地下鉄サム』（坂本義雄訳、朋文堂、旅窓新書） 1954、のち鱒書房 1956
- 『続・地下鉄サム』（坂本義雄訳、鱒書房） 1956
- 『地下鉄サム 1』（坂本義雄訳、日本出版協同） 1952.12

「サムの魚釣」
「サムの鬱憤」
「サムの良心」
「サムの百ドル」
「サムとクリスマス」
「サムの初恋」
「サムの新弟子」
「サムと犬」
「サムと詐欺師」
「サムの陪審員」
- 『地下鉄サム 2』（坂本義雄訳、日本出版協同） 1953.1

「サムの遺産」
「サムの手術」
「サムの覚醒」
「サムの不景気」
「サムの競馬見物」
「サムの女嫌い」
「サムの美顔術」
「サムと猿公」
「サムの義侠」
- 『地下鉄サム 3』（坂本義雄訳、日本出版協同） 1953.3

「サムの悪日」
「サムの「特権」」
「サムの慈善家」
「サムのクロースワード」
「サムの誕生日」
「サムのラジオ」
「サムの礼装」
「サムのロマンス」
「サムの自動車」
「サムの友情」
- 『地下鉄サム 4』（乾信一郎訳、日本出版協同） 1953.7

「サムの放送」
「サムと厄日」
「サムと指紋」
「サムと子供」
「サムとうるさがた」
「サムの紳士」
「サムと名声」
「サムと大スター」
「サムと贋札」
「サムと南京豆」
- 「市民サム」（乾信一郎訳、ミステリマガジン 1976.10 No.246）
  - 「愛国者、地下鉄サム」（厚木淳訳、エラリイ・クイーン編、創元推理文庫『完全犯罪大百科 - 悪党見本市 vol.2』に収載） 1945
- 「サムの吉日」（三田村裕訳、日本版EQMM 1961.1 No.55）
- 「サムの新弟子」（訳者不詳、文藝春秋編、文春文庫『人間の情景04 - こんな人たち』に収載） 1992.12
  - 「サムの新弟子」（訳者不詳、中島河太郎編、立風書房『新青年傑作選4 - 翻訳編』に収載） 1975
- 「サムの不景氣」（坂本義雄訳、近代社『世界短篇小説大系 探偵家庭小説篇』に収載） 1926
- 「サムの放送」（乾信一郎訳、赤木かん子編、ポプラ社『ミステリーは身をたすく』に収載） 2007.3

### 快傑ゾロ
- 「怪傑ゾロ」（井上一夫訳、東京創元社『世界大ロマン全集58』に収載） 1959
- 「快傑ゾロ」（平塚武二文、小学館、川端康成監修『少年少女世界の名作文学11 - アメリカ編2』に収載） 1965
- 『快傑ゾロ』（井上一夫訳、創元推理文庫） 1969.12、のち再刊（創元推理文庫） 2005.12
- 『快傑ゾロ』（広瀬順弘訳、角川文庫） 1975、のち新版 1998.8

### ジュブナイル
- 『暗黒街の恐怖』（江戸川乱歩著、ポプラ社、世界名作探偵文庫11） 1955
- 『怪盗黒星』（南洋一郎著、ポプラ社、世界名作探偵文庫19） 1955
- 『第三の恐怖』（江戸川乱歩著、ポプラ社、世界推理小説文庫1） 1962
- 『空とぶ怪盗』（南洋一郎著、ポプラ社、世界推理小説文庫9） 1962
- 『巴里の怪盗 - 名探偵バベック』（朝島靖之助著、偕成社、世界名作文庫135） 1956
  - 『パリの怪盗』（朝島靖之助著、偕成社、少年少女世界の名作29） 1964